# Bayerischer Stifterpreis
Der mit 25.000 Euro dotierte Bayerische Stifterpreis der Werner Reichenberger Stiftung (Vorstandsvorsitz Hubert Thaler) zeichnet seit 2013 jedes Jahr Menschen aus, die sich in besonderer Weise als Stifter oder Förderer engagieren. In die Auswahl für den Preis kommen Personen, welche mit großem ideellen und gegebenenfalls auch materiellen Engagement eine gemeinnützige Institution ins Leben gerufen haben und in der Vergangenheit nachweisbare Erfolge erzielen konnten. Der Fokus der Gemeinnützigkeit ist dabei nicht eingegrenzt: In Frage kommen Engagements in den Bereichen Soziales, Gesundheit, Tier- und Umweltschutz, Kunst und Kultur.

## Bisherige Preisträger
- 2013: Bundespräsident a. D. Horst und Eva Luise Köhler für die Eva Luise und Horst Köhler Stiftung
- 2014: José Carreras für die José Carreras Leukämiestiftung
- 2015: Christian Springer für den Verein Orienthelfer e.V.
- 2016: Königin Silvia von Schweden für die World Childhood Foundation

## Auswahlkriterien für den Bayerischen Stifterpreis
Der Bayerische Stifterpreis zeichnet Persönlichkeiten aus, die mit ihrer Stiftung oder ihrem gemeinnützigen Projekt ein wegweisendes Zeichen für gesellschaftliches Engagement gesetzt haben, insbesondere im Blick auf die Förderung der Gesundheit und der Lebensbedingungen nachfolgender Generationen.
Die Kandidaten sollen treibende Kraft ihres jeweiligen ehrenamtlichen Projektes sein. Darüber hinaus sind Langfristigkeit und Nachhaltigkeit, Vorbildhaftigkeit, Innovativität und nicht zuletzt eine dokumentierte Wirksamkeit des sozialen Engagements Kriterien bei der Auswahl der Preisträger.

## Motivation
Der Bayerische Stifterpreis ist kein Selbstzweck. Er soll dazu beitragen, eine dynamische Entwicklung zu fördern, die dazu führt, dass die Idee des Stiftens und die gesellschaftliche Würdigung sozialen Engagements eine größere Verbreitung erfährt. Wenn immer mehr Privatpersonen und Unternehmen konkret erleben, was die Gesellschaft und sie selbst durch ihr gesellschaftliches Engagement gewinnen können und wenn sie effektive Unterstützung auf ihrem Weg erhalten, dann können viele gesellschaftliche Aufgaben nachhaltig gelöst werden.